# Arcella
Arcella is een geslacht in de taxonomische indeling van de Amoebozoa. Deze micro-organismen hebben geen vaste vorm en hebben schijnvoetjes. Met deze schijnvoetjes kunnen ze voortbewegen en zich voeden. Het organisme behoort tot de familie Arcellidae.

## Soorten
- Arcella aculeata F. Stein, 1859
- Arcella constricta Deflandre, 1929
- Arcella hemisphaerica Perty, 1852
- Arcella vulgaris Ehrenberg, 1832